# Armorial du royaume de France
- quelques blasons ne sont pas référencés.

Cette page regroupe les armoiries des différents fiefs qui ont relevé directement de la couronne de France. 
Note : certains fiefs situés à l'est des rivières du Rhône, de la Saône et de la Meuse, actuellement situés en France, relevaient alors du Saint-Empire.
| Figure | Blasonnement |
| ------ | --- |
|        | Royaume de France avant le XIVe siècle : d'azur semé de fleurs de lys d'or, dit « France ancien ». après le XIVe siècle : d'azur aux trois fleurs de lys d'or, dit « France moderne ». |

## Les fiefs
| Figure                                                             | Nom du fief et blasonnement |
| ------------------------------------------------------------------ | --- |
|                                                                    | Alençon (comté, puis duché en 1414) Maison de Bellême : D'or aux trois bandes d'azur, au franc quartier de gueules. Maison de Valois : D'azur semé de fleurs de lys d'or à la bordure de gueules chargée de huit besants d'argent. après le XVe siècle : D'azur à trois fleurs de lys d'or à la bordure de gueules chargée de huit besants d'argent. |
|                                                                    | Albret (seigneurie, puis comté) avant le XVe siècle : De gueules plain. après le XVe siècle : Écartelé en 1 et 4 d'azur à trois fleurs de lys d'or et en 2 et 3 de gueules. |
|                                                                    | Angoulême (comté) Taillefer : Losangé d'or et de gueules. Lusignan : Burelé d'argent et d'azur. Valois-Orléans : D'azur aux trois fleurs de lys d'or au lambel d'argent à trois pendants, chaque pendant chargé d'une lune de gueules. |
|                                                                    | Anjou (Comté, puis duché en 1360) avant 1300 : D'azur semé de fleurs de lys d'or au lambel de gueules. après 1350 : D'azur à trois fleurs de lys d'or à la bordure de gueules |
|                                                                    | Armagnac (comté) avant 1304 : D'argent à un lion de gueules. après 1304 (comtes d'Armagnac et de Rodez) : Écartelé, aux 1 et 4 d'argent au lion de gueules, aux 2 et 3 de gueules au léopard lionné d'or. |
|                                                                    | Artois (comté) D'azur semé de fleurs de lys d'or au lambel de gueules chaque pendant chargé de trois châteaux d'or (châtelé de neuf pièces d'or). |
|                                                                    | Astarac (comté) Écartelé en 1 et 4 d'or et en 2 et 3 de gueules. |
|                                                                    | Aumale (comté, puis duché après 1547) Comté : D'argent à la bande de gueules chargée de trois besants d'or. Duché : Écartelé, en 1 et 4 coupé et parti en 3, au premier fascé de gueules et d'argent, au second d'azur semé de lys d'or et au lambel de gueules, au troisième d'argent à la croix potencée d'or, cantonnée de quatre croisettes du même, au quatrième d'or aux quatre pals de gueules au cinquième parti d'azur semé de lys d'or et à la bordure de gueules, au sixième d'azur à un lion contourné d'or, armé, lampassé et couronné de gueules, au septième d'or à un lion de sable armé et lampassé de gueules, au huitième d'azur semé de croisettes recroisetées au pied fiché d'or à deux bars adossés du même. Sur le tout d'or à la bande de gueules chargé de trois alérions d'argent le tout brisé d'un lambel et d'une bordure de gueules (cadet des ducs de Guise) ; et en 2 et 4 d'azur aux trois fleurs de lys d'or et au bâton péri de gueules. |
|                                                                    | Auvergne (comté) D'or à un gonfanon de gueules frangé de sinople,. Auvergne (Dauphiné) : D'or à un dauphin pâmé d'azur. Armes parlantes. |
| Armoiries anciennes (jusqu'au XVe siècle                           | Aurillac (comté) Parti de gueules et de sinople à la bordure engrêlée de l'un en l'autre. |
|                                                                    | Auxonne (comté) De gueules à une aigle d'argent. |
|                                                                    | Bar (comté, puis duché en 1415) D'azur semé de croisettes recroisetées au pied fiché d'or, à deux bars adossés du même. Armes parlantes. |
|                                                                    | Béarn (vicomté) avant 1290 : D'or à deux vaches de gueules, accornées, colletées et clarinées d'azur, passant l'une sur l'autre. après 1290 (Foix-Béarn) : Écartelé en 1 et 4 d'or aux trois pals de gueules et en 2 et 3 d'or à deux vaches de gueules, accornées, colletées et clarinées d'azur, passant l'une sur l'autre. |
|                                                                    | Beaujeu (seigneurie) D'or au lion de sable armé et lampassé de gueules, brisé d'un lambel de cinq pendants du même brochant sur le lion. Pierre de Beaujeu (1438 † 1503) : D'azur à trois fleurs de lys d'or à la bande de gueules chargée au franc quartier d'or à un lion de sable et au lambel de gueules de cinq pendants brochant sur le lion. |
|                                                                    | Berry (duché) D'azur à trois fleurs de lys d'or à la bordure engrêlée de gueules. |
|                                                                    | Bigorre (comté) D'or à deux lions léopardés de gueules, armés et lampassés d'azur, passant l'un sur l'autre. |
|                                                                    | Blois (comté) avant 1230 : D'azur, à la bande d'argent. après 1241 (maison de Châtillon) : De gueules à trois pals de vair ; au chef d'or chargé d'un lambel d'azur. |
|                                                                    | Boulogne (comté) D'or à trois tourteaux de gueules. |
|                                                                    | Bourbon (duché) seigneurs de la maison de Dampierre : D'or à un lion de gueules accompagné de huit coquilles d'azur rangées en orle. ducs capétiens avant le XVe siècle : D'azur semé de fleurs de lys d'or à la bande de gueules,. ducs capétiens après le XVe siècle : D'azur à trois fleurs de lys d'or à la bande de gueules. ducs capétiens au XVIIIe siècle et XIXe siècle (maison de Bourbon-Condé) : De France au bâton péri en bande de gueules. |
|                                                                    | Bourgogne (duché) avant 1361 : Bandé d'or et d'azur, à la bordure de gueules, dit « Bourgogne ancien »,. après 1364 : Écartelé en 1 et 4 d'azur semé de fleurs de lys d'or à la bande componée d'argent et de gueules (dit « Bourgogne moderne ») et en 2 et 3 bandé d'or et d'azur de six pièces, à la bordure de gueules,. |
|                                                                    | Bretagne (duché) de 1200 à 1320 : Échiqueté d'or et d'azur au franc-quartier d'hermine et à la bordure de gueules. après 1320 : D'hermine plain. |
| Armoiries Carlat-Rodez XIIe siècle                                 | Carlat (vicomté, puis comté en 1643) De gueules, à un lion léopardé d'or. |
|                                                                    | Cerdagne (comté) Écartelé en sautoir, aux 1er et 4e d'or à quatre pals de gueules et aux 2e et 3e d'argent à la croix de gueules. |
|                                                                    | Champagne (comté) avant mi-XIIIe siècle : D'azur à la bande d'argent côtoyée de deux cotices d'or. après mi-XIIIe siècle : D'azur à la bande d'argent côtoyée de deux doubles cotices potencées et contre-potencées d'or. |
|                                                                    | Charolais (comté) De gueules à un lion, la tête contournée, d'or, armé et lampassé d'azur . entre 1433 et 1467 (Charles le Téméraire) : Écartelé en 1 et 4 d'azur semé de fleurs de lys d'or à la bordure componée d'argent et de gueules et en 2 parti de bandé d'or et d'azur, à la bordure de gueules, et de sable à un lion d'or, armé et lampassé de gueules ; en 3 parti bandé d'or et d'azur, à la bordure de gueules et d'argent à un lion de gueules armé et lampassé d'or. Sur le tout d'or à un lion de sable armé et lampassé de gueules. Les armes brisées d'un lambel d'argent,. |
|                                                                    | Clermont-en-Beauvaisis (comté) de 1160 à 1191 (Creil) : De gueules semés de trèfles d'or et à deux bars adossés de même. de 1191 à 1218 (Blois) : D'azur, à la bande d'argent. de 1218 à 1252 (Hurepel) : D'azur semé de fleurs de lys d'or au lambel à cinq pendant de gueules. de 1268 à 1527 (Bourbon): D'azur semé de fleurs de lys d'or à la bande de gueules. |
|                                                                    | Comminges (comté) Armes anciennes : D'argent, à la croix pattée de gueules,. Armes modernes (à la suite d'une erreur de transcription au XVIIe siècle) : De gueules à quatre otelles d'argent adossées et posées en sautoir. |
|                                                                    | Dauphiné du Viennois (dauphin) avant 1349 : D'or à un dauphin d'azur, crêté, barbé, loré, peautré et oreillé de gueules. entre 1349 et 1376 : Écartelé en 1 et 4 d'azur semé de fleurs de lys d'or et au 2 et 3 d'or à un dauphin d'azur, crêté, barbé, loré, peautré et oreillé de gueules. après 1376 : Écartelé en 1 et 4 d'azur à trois de fleurs de lys d'or et au 2 et 3 d'or à un dauphin d'azur, crêté, barbé, loré, peautré et oreillé de gueules. Armes parlantes. |
|                                                                    | Dreux (comté) Échiqueté d'or et d'azur à la bordure de gueules. |
|                                                                    | Elbeuf (marquisat puis duché) Coupé et parti en 3, au premier fascé de gueules et d'argent, au deuxième d'azur semé de lys d'or et au lambel de gueules, au troisième d'argent à la croix potencée d'or, cantonnée de quatre croisettes du même, au quatrième d'or aux quatre pals de gueules au cinquième parti d'azur semé de lys d'or et à la bordure de gueules, au sixième d'azur à un lion contourné d'or, armé, lampassé et couronné de gueules, au septième d'or à un lion de sable armé et lampassé de gueules, au huitième d'azur semé de croisettes recroisetée au pied fiché d'or, à deux bar adossés du même. Sur le tout d'or à la bande de gueules chargé de trois alérions d'argent le tout brisé d'un lambel et d'une bordure de gueules. |
|                                                                    | Évreux (comté) De gueules à un lion d'argent à la queue fourchée. Embrassé de huit pièces d'argent et de gueules. D'azur semés de lys d'or à la bande componée d'argent et de gueules. |
|                                                                    | Fezensac (comté) D'argent à un lion de gueules. |
|                                                                    | Flandre (comté) D'or à un lion de sable armé et lampassé de gueules. |
|                                                                    | Foix (comté) avant 1290 : D'or aux trois pals de gueules. après 1290 (Foix-Béarn) : Écartelé en 1 et 4 d'or aux trois pals de gueules et en 2 et 3 d'or à deux vaches de gueules, accornées, colletées et clarinées d'azur, passant l'une sur l'autre. |
|                                                                    | Forez (comté) De gueules à un dauphin d'or. |
|                                                                    | Guînes (comté) Vairé d'or et d'azur. |
|                                                                    | Guise (duché) Coupé et parti en 3, au premier fascé de gueules et d'argent, au second d'azur semé de lys d'or et au lambel de gueules, au troisième d'argent à la croix potencée d'or, cantonnée de quatre croisettes du même, au quatrième d'or aux quatre pals de gueules au cinquième parti d'azur semé de lys d'or et à la bordure de gueules, au sixième d'azur à un lion contourné d'or, armé, lampassé et couronné de gueules, au septième d'or à un lion de sable armé et lampassé de gueules, au huitième d'azur semé de croisettes recroisetées au pied fiché d'or, à deux bar adossés d'or. Sur le tout d'or à la bande de gueules chargé de trois alérions d'argent le tout brisé d'un lambel de gueules. |
|                                                                    | Limoges (vicomté) avant 1291 : D'or à trois lionceaux d'azur, armés et lampassés de gueules. après 1291 : D'hermine, à la bordure de gueules. |
|                                                                    | Maine (comté) D'azur semé de fleurs de lys d'or à la bordure de gueules chargé au franc quartier d'un lion d'argent. |
|                                                                    | la Marche (comté) Lusignan : Burelé d'argent et d'azur Bourbon : D'azur semé de fleurs de lys d'or à la bande de gueules chargé de trois lionceaux d'argent. |
|                                                                    | Mayenne (duché en 1573) Écartelé, en 1 et 4 : de la maison de Guise et en 2 et 3 de la maison d'Este (1431). |
|                                                                    | Meulan (comté) Échiqueté d'or et de gueules. |
|                                                                    | Montfort (comté) famille de Montfort : de gueules à un lion d'argent à la queue fourchée. Jean de Bretagne, comte de Montfort : D'hermine à la bordure de gueules, chargée de léopards d'or. |
|                                                                    | Montpellier (seigneurie) D'argent à un tourteau de gueules. |
|                                                                    | Nevers (comté) D'azur semé de billettes d'or à un lion du même, armé et lampassé de gueules, brochant sur le tout. |
|                                                                    | Normandie (duché) De gueules, à deux léopards d'or, armés et lampassés d'azur. |
|                                                                    | Orange (principauté) D'azur, à trois oranges d'or sur leur branche de sinople feuillées du même, au chef aussi d'or chargé d'un cornet d'azur virolé et lié de gueules. Armes parlantes. |
|                                                                    | Orléans (duché) D'azur semé de lys d'or au lambel d'argent. D'azur aux trois lys d'or au lambel d'argent. |
|                                                                    | Pardiac (comté) Écartelé, aux 1 et 4 d'argent à un lion de gueules, aux 2 et 3 de gueules à un léopard lionné d'or au lambel d'azur. |
|                                                                    | Perche (comté) Premiers comtes : D'argent à trois chevrons de gueules. comtes capétiens : D'azur semé de fleurs de lys d'or à la bordure de gueules chargée de huit besants d'argent. |
|                                                                    | Périgord (comté) De gueules à trois lionceaux d'or armés, lampassés et couronnés d'azur. |
|                                                                    | Poitiers (comté) XIIe siècle : D'argent à un lion de gueules armé et lampassé d'or. 1241-1271 (Alphonse de Poitiers) : Parti d'azur semé de fleurs de lys d'or (qui est de France ancien) et de gueules semé de châteaux d'or, ouverts et ajourés d'azur (qui est de Castille). |
|                                                                    | Ponthieu (comté) Maison de Bellême : D'or aux trois bandes d'azur, à la bordure de gueules. |
|                                                                    | Reims (comté et archevêché) D'azur, semé de fleurs de lys d'or, à la croix de gueules brochante sur le tout. |
|                                                                    | Rethel (comté) De gueules à deux têtes de râteaux d'or l'une sur l'autre. très occasionnellement : De gueules à trois têtes de râteaux d'or. Armes parlantes. |
|                                                                    | Rochechouart (vicomté) Fascé ondé enté d'argent et de gueules. |
|                                                                    | Rodez (comté) avant 1304 : De gueules, à un léopard lionné d'or. après 1304 (comtes d'Armagnac et de Rodez) : Écartelé, aux 1 et 4 d'argent à un lion de gueules, aux 2 et 3 de gueules à un léopard lionné d'or. |
| Maison de Campdavaine · Maison de Chatillon · Maison de Luxembourg | Saint-Pol (comté) Campdavaine, comtes de Saint-Pol (jusqu'en 1205) : D'azur, à la gerbe d'avoine d’or,. Châtillon, comtes de Saint-Pol (avant 1350) : De gueules à trois pals de vair ; au chef d'or chargé d'un lambel d'azur. Luxembourg, comtes de Saint-Pol (après 1350) : D'argent à un lion de gueules, la queue fourchée passée en sautoir, armé, lampassé et couronné d'or. |
|                                                                    | Toulouse (comté) De gueules à la croix cléchée, vidée et pommetée de douze pièces d'or. |
|                                                                    | Touraine (comté) D'azur semé de fleurs de lys d'or à la bordure componée d'argent et de gueules. |
|                                                                    | Valentinois (comté, puis duché) Famille de Poitiers : D'azur à six besants d'argent posés 3, 2 et 1 au chef d'or. Duché de Valentinois : Parti en 1 coupé en chef d'azur à trois fleurs de lys d'or et en pointe d'or à un dauphin d'azur barbé, crêté, oreillé et peautré de gueules, en 2 de gueules à la croix d'argent. |
|                                                                    | Valois (comté) D'azur semé de fleurs de lys d'or à la bordure de gueules. |
|                                                                    | Vendôme (comté, puis duché en 1514) avant 1403 : D'argent au chef de gueules, à un lion d'azur, armé, lampassé et couronné d'or, brochant sur le tout. après 1403 : D'azur à trois fleurs de lys d'or et à la bande de gueules chargée de trois lionceaux d'argent. |
|                                                                    | Vermandois (comté) Échiqueté d'or et d'azur. |
|                                                                    | Vexin Français (comté) D'azur semé de fleurs de lys d'or, au lambel d'hermine. Ces armes ont sans doute été créées a posteriori. |

## Les provinces
Il y a certaines anciennes provinces :
- qui n'ont jamais été des fiefs (comme la Picardie) ;
- qui l'ont été, mais qui ont été rattachées à d'autres fiefs avant que leur seigneur ait eu des armes.

Cependant, des armoiries leur ont été attribuées.
| Figure | Nom de la province et blasonnement |
| ------ | --- |
|        | Aquitaine, ou Guyenne (duché) De gueules à un léopard d'or, armé et lampassé d'azur.                                                               |
|        | Aunis De gueules à une perdrix couronnée d'or. |
|        | Comtat Venaissin De gueules à deux clefs d'or passées en sautoir, liées d'azur.                                                                    |
|        | Gascogne (comté) Écartelé, en 1 et 4 d'azur à un lion d'argent et en 2 et 3 de gueules à une gerbe de blé d'or liée d'azur.                        |
|        | Gévaudan (vicomté) Parti, au premier d'azur semé de fleurs de lys d'or, au second aussi d'or aux quatre pals de gueules.                           |
|        | Picardie Écartelé au premier et au quatrième d'azur à trois fleurs de lys d'or, au deuxième et au troisième d'argent à trois lionceaux de gueules. |
|        | Provence (comté) D'azur à une fleur de lys d'or surmontée d'un lambel de gueules.                                                                  |
|        | Quercy D'argent à un lion de gueules. |
|        | Saintonge D'azur à une mitre d'argent accompagnée de trois fleurs de lys d'or.                                                                     |

## Les anciens pays
| Figure          | Nom du pays et blasonnement |
| --------------- | --- |
|                 | Beauvaisis (Île-de-France) D'or, à la croix de gueules, cantonnées de quatre clés du même, adossées deux à deux. |
|                 | Bresse (avant 1601 Savoie, après Bourgogne) D'azur à un lion d'hermine. |
|                 | Bugey (Bresse) De gueules à un lion d'hermine. |
|                 | Cambrésis (Picardie) D'azur à trois lionceaux d'or. |
|                 | Chablais (Savoie) D'argent semé de billette de sable à un lion de même brochant sur le tout. |
|                 | Cornouaille (Bretagne) D'azur à un bélier passant d'argent, accorné et onglé d'or. Armes parlantes (Cornouaille se dit en breton Kernev. Les cornes (du bélier) se disent kern). |
|                 | Couserans (Gascogne) D’or à la bordure de gueules. |
|                 | Dombes (Bresse) D'azur à trois fleurs de lys d'or et à un bâton péri en bande de gueules. |
|                 | Faucigny (Savoie) Palé d'or et de gueules. |
| Blason Genevois | Genevois (Savoie) D'or à quatre points équipolé d'azur. |
|                 | Gex (Bresse) D'azur à trois broyes d'or, au chef d'argent chargé d'un lion issant de gueules. |
|                 | Labourd (Pays basque) Parti, au premier d'or à un lion de gueules tenant de sa dextre un dard du même posé en barre, au second d'azur à une fleur de lys d'or. |
|                 | Laonnois (Picardie) D'azur, semé de fleurs de lys d'or, à la croix d'argent brochante chargée d'une crosse de gueules. |
|                 | Léon (Bretagne) D'or à un lion morné de sable. Armes parlantes. |
|                 | Lyonnais De gueules à un lion d'argent et au chef d'azur chargé de trois fleurs de lys d'or. Armes parlantes. |
|                 | Noyonnais (Picardie) D'azur, semé de fleurs de lys d'or, à deux crosses d'argent, adossées, brochantes sur le tout. |
|                 | Maurienne (Savoie) XIe siècle (Humbert Ier de Savoie) : D'or à une aigle de sable. moderne : D'or à une tour de gueules, maçonnée de sable, sommée d'une aigle de sable[réf. nécessaire].                                                                                                   |
|                 | Retz (Bretagne) D'or à la croix de sable. |
|                 | Savoie Propre (Savoie) historique : De gueules à la croix d'argent. plus récemment, proposé par la mouvance indépendantiste : De gueules, à la croix d'argent chargée d'un lion de sable[réf. nécessaire].                                                                                  |
|                 | Soissonnais (Île-de-France) D'or à un lion de gueules, à la bordure du même. |
|                 | Soule (Pays basque) De gueules à un lion d'or. |
|                 | Tarentaise (Savoie) De gueules à une aigle d'argent. |
|                 | Thiérache (Picardie) Parti, en 1 coupé en chef fascé d'argent et de gueules de huit pièces et en pointe d'azur à trois fleurs de lys d'or et en 2 d'azur semé de fleurs de lys d'or ; sur le tout d'or à un lion de gueules.                                                                |
|                 | Trégor (Bretagne) D'azur à un navire d'argent[réf. nécessaire]. |
|                 | Valromey (Franche-Comté) Palé d'argent et d'azur, à un lion de gueules, couronné, armé et lampassé d'or, brochant sur le tout. |
|                 | Velay (Languedoc) De gueules à un senestrochère d'argent mouvant d'une nuée d'azur au flanc dextre et tenant une crosse d'or, senestré d'un dextrochère aussi d'argent mouvant d'une nuée d'azur au flanc senestre et tenant une épée d'argent garnie d'or, à la bordure engrêlée d'argent. |
|                 | Vimeu (Picardie) Fascé d'argent et d'azur, à la bordure de gueules. Famille de Saint-Valery : D'azur fretté d'or semé de fleurs de lys dans les claires voies. |
|                 | Vivarais (Languedoc) D'azur semé de fleurs de lys d'or à la bordure du même chargée de huit écussons aussi d'azur. |